# Leukozytenadhäsionsdefekt
Der Leukozytenadhäsionsdefekt (LAD) ist eine sehr seltene angeborene Erkrankung mit den Hauptmerkmalen primärer Immundefekt mit gestörter Adhäsionsfähigkeit der Leukozyten (Leukodiapedese), Leukozytose und wiederholt auftretenden Infektionskrankheiten.
Synonyme: Leukozyten-Adhäsions-Defizienz; Leukozytenadhäsion-Defizienz-Syndrom (LADS)

## Verbreitung
Die Häufigkeit ist nicht bekannt, bislang wurde über etwa 350 Betroffene berichtet. Die Vererbung erfolgt autosomal-rezessiv.

## Ursache
Im Rahmen eines Entzündungsprozesses wandern Leukozyten zum Ort der Infektion (Leukodiapedese), dabei ist die Adhäsion dieser Zellen an das Endothel notwendig.
Je nach zugrunde liegendem Defekt in der Kaskade der Leukozytenadhäsion können folgende Krankheiten unterschieden werden:
- LAD-I mit lebensbedrohlichen, rezidivierenden Infektionen aufgrund von Mutationen im ITGB2-Gen auf Chromosom 21 Genort q22.3, das für das Integrin β-2 CD18 kodiert.[3]
- LAD-II mit Leukozytose, rezidivierenden Infekten, verzögertem Wachstum und intellektuellem Defizit, Mutationen im SLC35C1-Gen auf Chromosom 11 Genort p11.2, das für den Guanosin-5'-diphosphat (GDP)-Fucose-Transporter kodiert.[4]
- LAD-III (auch LAD-I-Variante genannt) mit schweren bakteriellen Infektionen und einer Blutungsneigung aufgrund von Mutationen im FERMT3-Gen auf Chromosom 11 Genort q13.1, das für Kindlin-3 hämatopoetischer Zellen kodiert.[5]

## Klinische Erscheinungen
Klinische Kriterien sind:
- Krankheitsbeginn im Säuglingsalter oder in der frühen Kindheit
- ungeklärte Leukozytose
- Infektanfälligkeit

## Differentialdiagnose
Abzugrenzen sind:
- Immundefekt durch Interleukin-1-Rezeptor-assoziierten Kinase-4-Mangel (IRAK-4-Mangel)[6]
- Hiob-Syndrom (Hyper-IgE-Syndrom)
- Septische Granulomatose (Chronische Granulomatose)

## Behandlung
Hauptpunkt ist die Kontrolle von Infektionen mit Antibiotika. Eine Stammzelltransplantation kann die Überlebensrate erheblich verbessern.

## In der Veterinärmedizin
Das Krankheitsbild ist auch in der Veterinärmedizin bekannt unter der Bezeichnung Bovine Leukozytenadhäsionsdefizienz (BLAD).